# Alouette roussâtre
Alaudala somalica
Espèce
Statut de conservation UICN

LC : Préoccupation mineure
L’Alouette roussâtre (Alaudala somalica) est une espèce de passereaux de la famille des Alaudidae.

## Répartition et habitat
Cette espèce niche en Éthiopie et en Somalie.

## Synonymes
- Calandrella somalica

### Sous-espèces
- Alaudala somalica perconfusa (White, CMN, 1960)
- Alaudala somalica somalica ( Sharpe, 1895)
- Alaudala somalica megaensis (Benson, 1946)